# كهف الماموث (يوتا)
كهف الماموث (بالإنجليزية: Mammoth Cave)‏؛ هو كهف يقع في مقاطعة غارفيلد في الولايات المتحدة.

## السياحة
يعد «كهف الماموث» أحد مواقع الجذب السياحي في مقاطعة غارفيلد في ولاية يوتا الأمريكية.